# Mobipocket
Mobipocket SA是成立于2000年3月的一家法国公司，主要产品为电子书阅读软件Mobipocket Reader。
Mobipocket Reader运行于PDA、手机和桌面操作系统。Mobipocket软件包为免费并由不同平台上的各种发行和阅读软件组成，包括PDA、智能手机和电子书设备（Symbian, Windows Mobile, Palm OS, webOS, Java ME, BlackBerry, Psion, Kindle and iLiad）。
Mobipocket.com于2005年被Amazon.com收购。

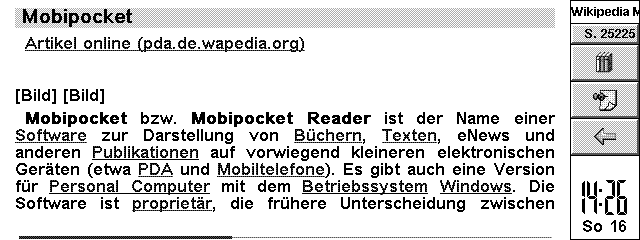
运行于Psion 5系列PDA的Mobipocket